# Heuer-Ampel

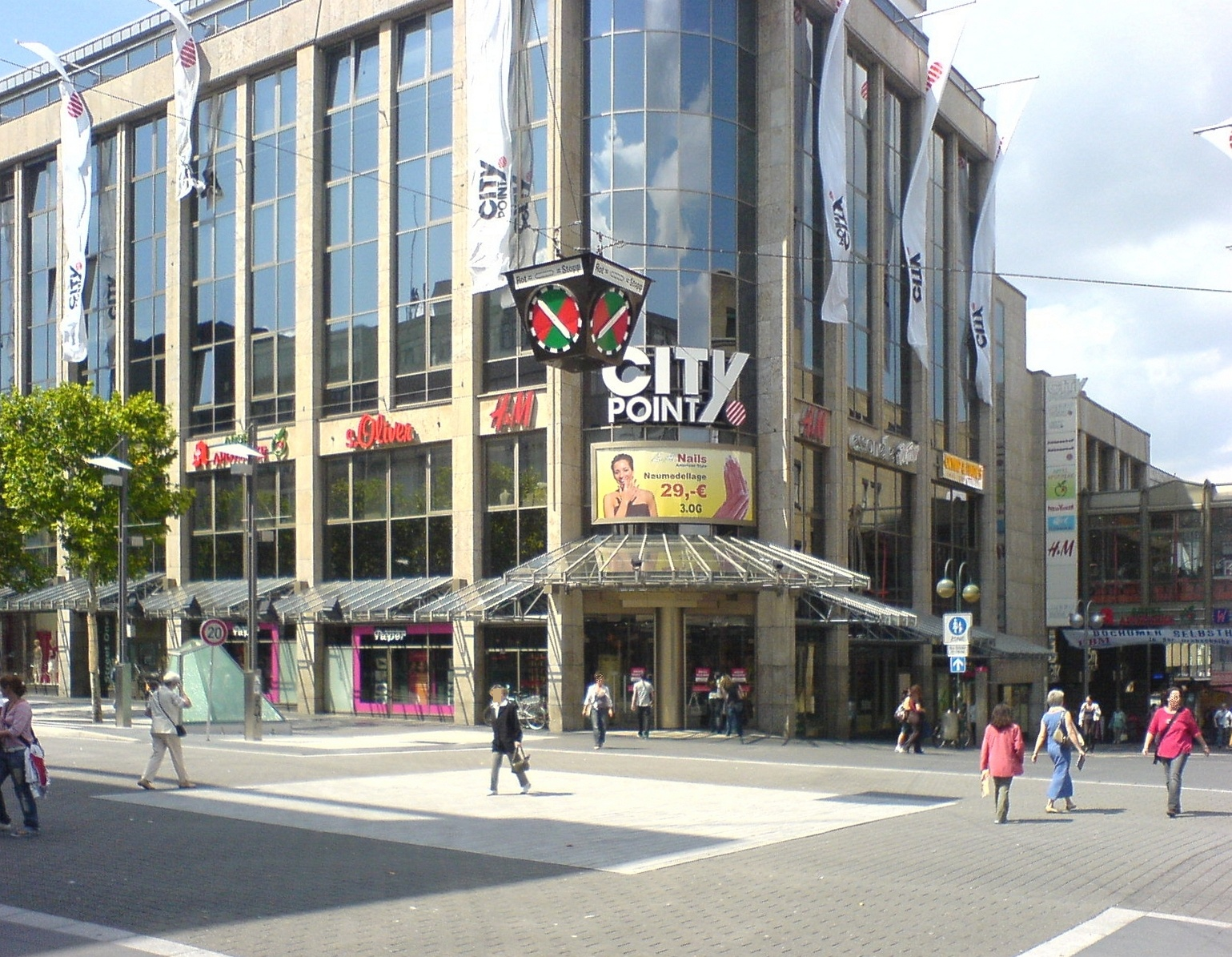
Heuerampel (Bochum)

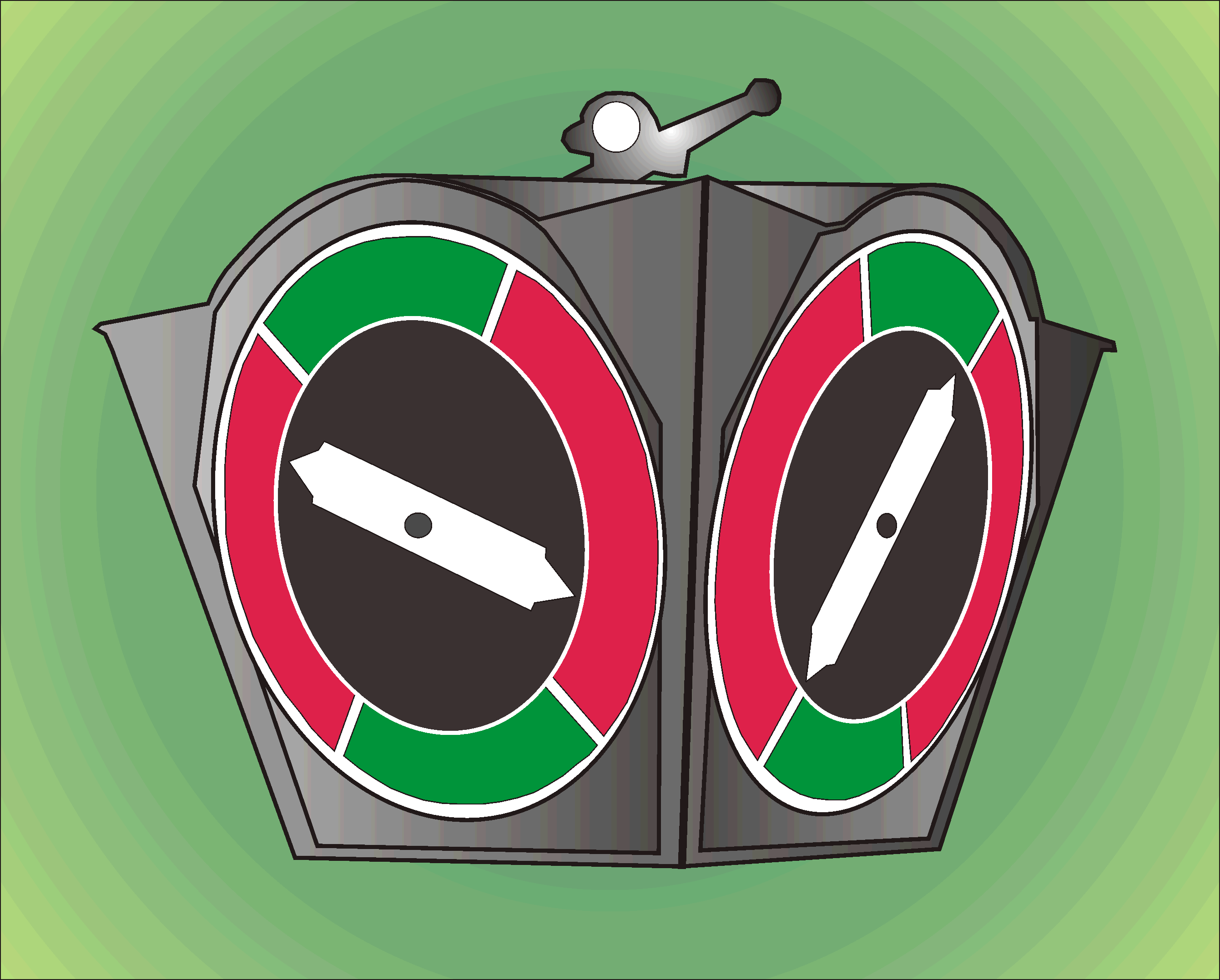
Heuerampel

Die Heuer-Ampel war eine Ampelanlage, die von den 1930er bis in die 1960er Jahre in Deutschland, den Niederlanden und Österreich (Wien) verwendet wurde. Es sind würfelförmige Gebilde, die mit Drahtseilen über einer Kreuzung hingen. Sie waren hauptsächlich für einfache Verhältnisse, beispielsweise wenn sich zwei Straßen im rechten Winkel kreuzten, geeignet. Der Name geht auf den Erfinder Josef Heuer und das Unternehmen Heuer-Hammer, ein Bearbeitungswerk in Iserlohn-Grüne, zurück.

## Funktionsweise
Die innenbeleuchteten Zeigerampeln hatten für jede Fahrtrichtung eine durchscheinende Scheibe mit gegenüberliegend roten und grünen Kreissegmenten. Die Ampelphasen wurden mit einem durch einen Elektromotor angetriebenen, sich langsam im Uhrzeigersinn drehenden Zeiger dargestellt. Es hatte diejenige Farbe Gültigkeit, auf die der Zeiger jeweils wies. Da die Zeiger auf allen Seiten verkoppelt waren (und somit dieselbe Drehgeschwindigkeit hatten) war es nahezu ausgeschlossen, dass Signalisierungsfehler auftraten. Durch eine manuelle Unterbrechung der Stromversorgung war es möglich, die Drehung in Verkehrsspitzenzeiten anzuhalten, um für die Hauptverkehrsrichtung verlängerte Grünphasen zu erreichen.
Eine gelbe Zwischenphase gab es zunächst nicht. Anhand der Zeigerstellung konnte man sehen, wie lange die jeweilige Phase noch andauerte. Indirekt gab es jedoch eine Gelbphase, da aus Sicherheitsgründen die roten Abschnitte größer waren als die grünen. Dadurch ergab sich eine kurzzeitige Überschneidung der Rotphasen.

## Vermarktung
Die Vermarktung durch die Firma Heuer-Hammer erfolgte durch Kontaktaufnahme mit den Bürgermeistern der Städte. Man verwies auf konkrete, im Innenstadtbereich vorhandene Verkehrsgefahrenpunkte, deren Kalamität durch ein innovatives Produkt, eben die Heuer-Ampel, lösbar wären. Dabei wurde die Wirtschaftlichkeit ihres Betriebs betont und Referenzen aus anderen Städten beigefügt. Den Kosten für Anschaffung, Betrieb und Wartung (rund 1800 RM für die Ampel und 265 RM für Kabel und Aufhängung sind im Falle von Lemgo aus den 1930er Jahren belegt) wurden die Kosten für den Einsatz einer Mindestzahl von Verkehrspolizisten gegenübergestellt, die an der Kreuzung zwecks Gefahrenabwehr einzusetzen wären. Parallel zur Bewerbung bot die Firma Heuer-Hammer den Kommunen einen regelmäßigen Service an, der neben der Reinigung und Wartung auch das Auswechseln der Plexiglasscheiben in regelmäßigen Abständen einschloss. Viele Kommunen versuchten allerdings die dafür angesetzten Kosten durch den Einsatz von eigenem Personal zu umgehen. Aus dem Jahre 1935 existiert ein Schreiben des Bürgermeisters der Stadt Bad Salzuflen an den Hersteller, dass man mit der neuen Heuer-Ampel durchaus zufrieden sei, diese habe sich gut bewährt und würde „von allen Fachkreisen und vom Publikum nur lobend anerkannt.“

## Fortschritt und Niedergang
Im Zuge der fortschreitenden Motorisierung in den 1950er Jahren ergaben sich Probleme. So berichtet die Polizei Bad Salzuflen, dass die Bürger – besonders Ortsfremde, zum Beispiel Kurgäste – die Zeigerstellung der Ampel falsch interpretierten. Mit Erlass vom November 1953 wurden durch das Bundesverkehrsministerium Vorgaben zum Abschaltbetrieb der Heuer-Ampeln gemacht. Zusätzlich musste, um die Zeiger zu verdecken, ein gelbes Blinklicht unter der Ampel montiert sein. Als Kosten für diese Nachrüstung sind für Bad Salzuflen 335 DM pro Stück belegt. In den späteren 1950er Jahren kam die Diskussion auf, ob moderne Lichtsignalanlagen – mit Kosten von seinerzeit 4500 bis 6600 DM pro Stück – den Heuer-Ampeln nicht vorzuziehen wären.
Nach einem tödlichen Verkehrsunfall im Dezember 1953 in einer mit einer Heuer-Ampel ausgestatteten Kreuzung in Detmold ist ein Leserbrief an die Lippische Landeszeitung überliefert. 

„Die Verkehrsampeln hoch über der Kreuzung gefährden den Verkehr, zumal durch die kürzlich angebrachten Blinkzeichen. Man braucht nur zu beobachten, wie die Fahrer schon von weitem den Blick nach oben auf die Ampel lenken, und je näher sie herankommen, je höher steigt der Blick. Der Fahrer wird durch die Ampel völlig abgelenkt.“

„Was die Zeigerampel in Bad Salzuflen anbelangt, so muss seitens der Polizei eindeutig festgestellt werden, dass sie unter heutigen Verkehrsverhältnissen den Anforderungen, die an eine automatische Verkehrsregelanlage zu stellen sind, fast in keiner Weise entspricht.“ Zum 31. Dezember 1972 war entsprechend der seinerzeit reformierten StVO der Betrieb von Heuer-Ampeln als Verkehrsregelungsanlage nicht mehr genehmigungsfähig. Als letzte noch bestehende Heuer-Ampel in Deutschland gilt die Detmolder Kreuzung Lange Straße – Rosenstraße – Woldemarstraße, belegt durch ein Foto aus den frühen 1970er Jahren.

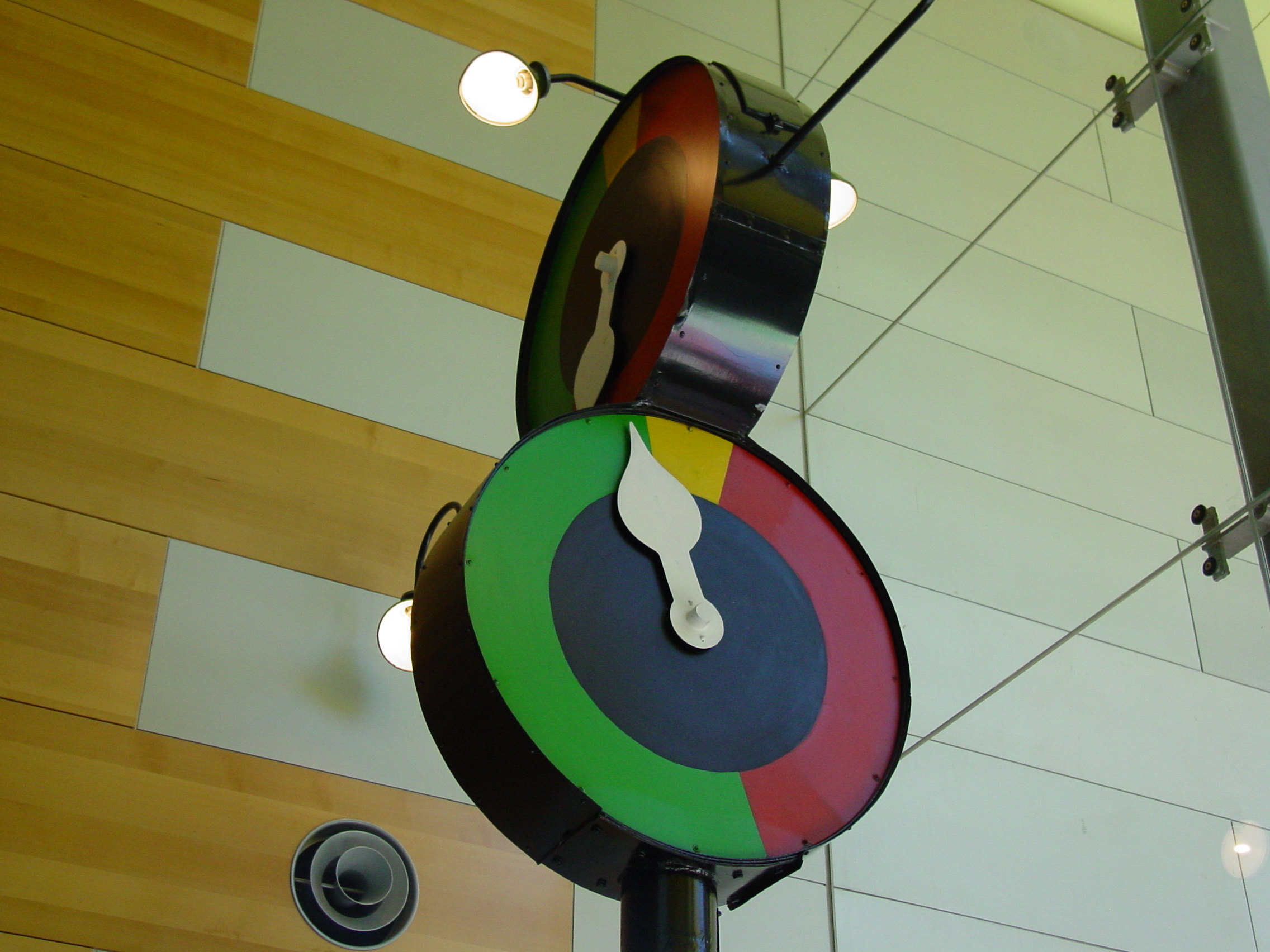
Marshalite in einem Melbourner Museum

Der Nachbau einer Heuerampel ist in Bochum an historischer Stelle über der Kreuzung Bongardstraße/Kortumstraße zu sehen. In Detmold wurde ein Gerät restauriert, das nun an der Einfahrt der dortigen Technischen Hochschule OWL (THOWL) aufgehängt ist.
Eine sehr ähnliche Anlage existierte unter dem Namen Marshalite in Australien. Sie hatte sogar eine Gelbphase.